# Comuna Șceasnivka, Bobrovîțea
Șceasnivka (în ucraineană Щаснівка) este o comună în raionul Bobrovîțea, regiunea Cernihiv, Ucraina, formată din satele Hart, Osoveț și Șceasnivka (reședința).

## Demografie
Componența lingvistică a comunei Șceasnivka
     Ucraineană (97,28%)
     Rusă (2,45%)
     Alte limbi (0,27%)
Conform recensământului din 2001, majoritatea populației comunei Șceasnivka era vorbitoare de ucraineană (97,28%), existând în minoritate și vorbitori de rusă (2,45%).